# Алеман, Хулио
Хулио Алеман (исп. Julio Méndez Alemán; 29 ноября 1933, Морелия — 11 апреля 2012, Мехико) — мексиканский актёр и государственный деятель, внёсший огромный вклад в историю мексиканского кинематографа — 160 ролей в кино и телесериалах.

## Биография
Родился 29 ноября 1933 года в Морелии в семье банкира Хосе Мендеса Веласкеса и Отилы Алеман Барроны. Он был восьмым из одиннадцати братьев и сестёр. Когда ему было два месяца, родители перевезли всю семью в Мехико. Он учился на инженера, но отказался от учёбы, чтобы полностью посвятить себя актёрскому мастерству.
Как актёр он дебютировал в 1952 году, снявшись в экспериментальной постановке «Мокрые спины». В 1957 году состоялся его профессиональный дебют в постановке Восторженное сердце. Он участвовал в первой теленовелле, снятой в Мексике, под названием Запретная тропа вместе с такими великими актёрами, как Сильвия Дербес, Эктор Гомес, Алисия Монтойя, Барбара Хиль, Далия Иньигес, Аугусто Бенедико, Луис Беристейн, Хорхе Лават и Мигель Суарес Ариас и другие. За этим последовал длинный список телесериалов и фильмов, всего снялся в 160 фильмах и телесериалах, кроме того, до 1997 года он участвовал более чем в 30 театральных постановках.
В последние годы жизни, параллельно с актёрской профессией, он посвятил себя политике, будучи федеральным депутатом Законодательного собрания Союза LV (1991—1994) по федеральному избирательному округу 7 и представителем в III Ассамблее представителей Федеральной власти. Район (1994—1997). Кроме того, он занимал пост генерального секретаря ANDA.

### Последние годы жизни
В последние годы жизни актёр страдал от рака. Стремление Алемана вернуться к актёрской деятельности поддерживало его, поэтому он прошел интенсивную химиотерапию и даже вернулся к работе, несмотря на состояние здоровья. Он был госпитализирован в Национальный институт респираторных заболеваний в 9 апреля 2012 года, из-за лёгочной инфекции. Однако после нескольких исследований выяснилось, что ранее он, сам того не осознавая, перенес сердечный приступ. Это заболевание сердца повлияло на его здоровье, вплоть до отказа почек, что и привело к смерти.
Скончался 11 апреля 2012 года в Мехико от рака. Проводить в последний путь актёра и государственного деятеля пришли только близкие родственники и друзья,

## Личная жизнь
Хулио Алеман женился на Эсперансе Мартинес. В ноябре 1970 года Хулио Алеман и его жена Эсперанса Мартинес стали жертвами нападения в их доме, во время которого в целях самообороны актёр застрелил одного из двух нападавших. В течение длительного времени после инцидента оба чувствовали угрозу со стороны семьи нападавших.